# Kallimakhosz
Kallimakhosz (ógörögül: Καλλίμαχος, latinul: Callimachus), (Küréné, i. e. 310 körül – Alexandria, i. e. 235 körül) görög költő és grammatikus a hellenizmus korában.

## Élete
Eleinte grammatikai iskolája volt Eleuziszben (Alexandria egyik külvárosa), de Ptolemaiosz Philadelphoszhoz csakhamar felfigyelt rá és i. e. 260-ban (?) őt nevezte ki a híres múzeum könyvtárának igazgatójává, melynek élén i. e. 240-ig maradt meg, és melynek rendezése kizárólag az ő érdeme. Apollóniosz Rhodiosz tanítómestere.

## Munkássága

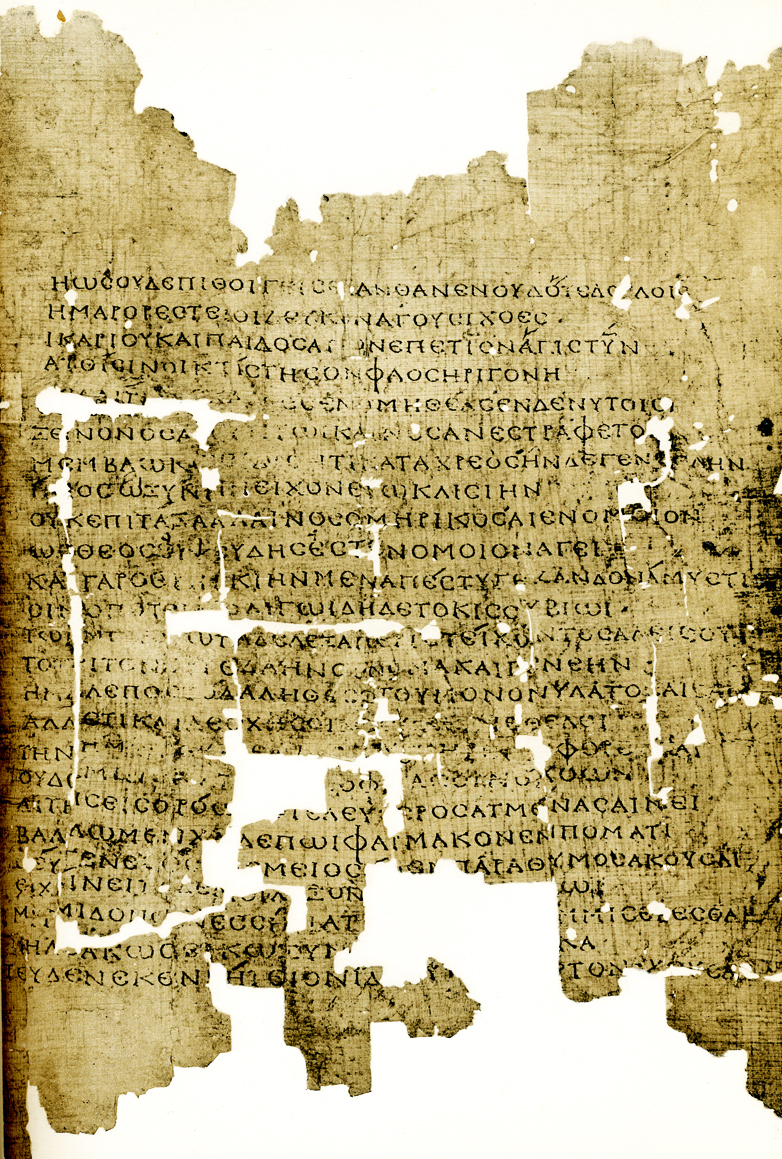
Részlet az Aitia c. művéből

Nagy számú munkája közül ránk maradt öt himnusz hexameterekben, egy disztichonokban, azonkívül 64 epigramma – ezt a műfajt tökéletességre emelte – és egyéb műveiből kisebb töredékek. Elégiái, melyeket az ókor költői rendkívül nagyra tartottak, elvesztek, de hatásuk megmaradt azon római költők műveiben, akik utánozták (Catullus, Propertius, Ovidius). Egyik nevesebb munkája Aetia (Aitia) című négy könyvből álló elégikus költeménye, amely címét onnan kapta, hogy a benne megénekelt városalapítások, hősmondák és kalandoknak egyúttal okát, magyarázatát is adta. Egy másik költeménye a Hekalé című idill volt, melynek Philémón és Baukisz-a minden bizonnyal Ovidiusra is hatással lehetett az Átváltozások (Metamorphoses) megírásánál.
Tudós, filológus költőként verseit számtalan idézettel, utalással fűszerezte. A történelemben élő ember volt, akit semmi sem érdekelt, ami korabeli, és minden, ami régi. Különösen a vallási hagyományok érdekelték, a kultuszok és szokások keletkezéséről szóló helyi mondák; ezeket gyűjtötte össze Okok című tankölteményében, amely Ovidiuson keresztül hatott a későbbi irodalomra.
Szeszélyes, csapongó kompozícióval élénkítette a régi mondákat; nem időzött sokáig egy tárgynál. Szellemes és eredeti, bármilyen régi témáról beszél is; néha már groteszken eredeti: nála Artemisz már csecsemőkorában az örök szüzesség ajándékát kéri Zeusztól, Apollón pedig rajta is túltesz koraérettségben, még meg sem született és már az anyaméhből irányítja anyja útját és próféciákat hallat.
Polihisztor volt a szó teljes értelmében. A neki tulajdonított 800 munka között a legkülönfélébb tartalmúak találhatók. Prózai munkái közül az alexandriai könyvtár katalógusa (120 könyvben) a legfigyelemreméltóbb, ugyanis ezzel a görög irodalomtörténetnek vetette meg alapjait. Voltak továbbá régiségtani, földrajzi és természettudományi munkái is. Fennmaradt költeményeit először Firenzében adták ki 1494-ben.

## Magyarul
- Kilenc Kallimachos-epigramma; ford. Kerényi Károly; Egyetemi Ny., Bp., 1926
- Kallimachos első hymnusa; ford., bev., jegyz. Módi Mihály; Győri Hírlap Ny., Győr 1930 (Az alexandrinus kor görög költői)
- Kallimakhosz himnuszai; ford. Devecseri Gábor, utószó, jegyz. Devecseri Gábor; Magyar Helikon, Bp., 1976 (Az ókori irodalom kiskönyvtára)